# Société américaine de géologie
Pour les articles homonymes, voir GSA.
La Société américaine de géologie (en anglais Geological Society of America, GSA) est une organisation à but non lucratif dédiée à l'avancement des sciences de la Terre.
La société est fondée à New York en 1888 par James Hall, James Dwight Dana et Alexander Winchell. La mission de la GSA est de « promouvoir les avancées dans les sciences de la Terre, mettre en valeur la carrière professionnelle de ses membres, promouvoir les sciences de la Terre au service de l'humanité ».
Elle débute avec 100 membres et a pour premier président James Hall. Durant les 43 années suivantes, elle grandit lentement mais régulièrement pour atteindre 6 000 membres en 1931. À cette date, elle atteint un rythme de croissance plus rapide grâce à un don de 4 millions de dollars de son président R. A. F. Penrose. Ce même président crée la médaille Penrose pour récompenser des avancées dans le domaine des sciences de la Terre en 1927.
Depuis 1968, elle est basée au 3300, Penrose Place, Boulder, dans le Colorado. En 2005, la GSA compte 18 000 membres provenant de 85 pays. Sa principale activité est le parrainage de rencontres et la publication de littérature scientifique, en particulier GSA Today, GSA Bulletin et la revue Geology. La société possède six antennes locales en Amérique du Nord et 15 divisions spécialisées.